# Jan Junosza Dąbrowski
Jan Dąbrowski, (Dąmbrowski) herbu Junosza – podkomorzy wiłkomierski w latach 1765–1768, stolnik wiłkomierski w 1765 roku.

## Życiorys
W 1764 był elektorem Stanisława Augusta Poniatowskiego z powiatu wiłkomierskiego.  Był marszałkiem konfederacji radomskiej. W załączniku do depeszy z 2 października 1767 roku do prezydenta Kolegium Spraw Zagranicznych Imperium Rosyjskiego Nikity Panina, poseł rosyjski Nikołaj Repnin określił go jako posła właściwego dla realizacji rosyjskich planów na sejmie 1767 roku, poseł powiatu wiłkomierskiego na sejm 1767 roku. 